# Bestuurlijk graafschap
Een bestuurlijk graafschap (Engels: Administrative county) was een bestuurlijke eenheid in Engeland, Wales en Ierland gebruikt voor het lokale bestuur. Ze zijn nu afgeschaft.

## Geschiedenis

### Engeland en Wales
De term werd in Engeland en Wales geïntroduceerd door de Local Government Act 1888, een wet die om verschillende redenen county councils instelde, en ze "bestuurlijke graafschappen" noemde om ze te onderscheiden van de ceremoniële graafschappen.
In Engeland en Wales werd in 1974 deze wetgeving afgeschaft en "stedelijke en niet-stedelijke graafschappen" in Engeland en "county's" werden in hun plaats geïntroduceerd. In strikte vorm onjuist worden ze vaak "bestuurlijke graafschappen" genoemd om ze te onderscheiden van de historische graafschappen en de ceremoniële graafschappen.

### Schotland
In Schotland werden ze nooit ingesteld als separate entiteiten zoals in Engeland en Wales. Voor doeleinden van lokaal bestuur werden de Schotse graafschappen in 1975 vervangen door een systeem van regio's en island council areas.

### Ierland
De Local Government (Ireland) Act 1898 creëerde bestuurlijke graafschappen in Ierland, gebaseerd op hetzelfde model als dat van Engeland en Wales.
In Noord-Ierland werden in 1973 de administratieve graafschappen vervangen door een systeem van 26 districten.
In de Republiek Ierland worden de bestuurlijke graafschappen sinds 2001 county's genoemd.

## Nieuwe eenheden
De bestuurlijke graafschappen die anders gingen heten dan de originele graafschappen:

### England
| Graafschap       | Administratieve graafschappen          |
| ---------------- | -------------------------------------- |
| Cambridgeshire   | Isle of Ely                            |
| Hampshire        | Isle of Wight                          |
| Lincolnshire     | Holland, Kesteven, Lindsey             |
| Londen           | London                                 |
| Northamptonshire | Soke of Peterborough                   |
| Suffolk          | East Suffolk, West Suffolk             |
| Sussex           | East Sussex, West Sussex               |
| Yorkshire        | East Riding, North Riding, West Riding |

### Schotland
- Ross and Cromarty (Ross-shire en Cromartyshire)

### Republiek Ierland
- South Tipperary en North Tipperary (County Tipperary)

en, opgericht in 1994 -
- Dun Laoghaire-Rathdown, Fingal, South Dublin (County Dublin)